# Opiques
Les Opiques (latin Opici, grec ancien Ὀπικοί) sont un peuple de l'Italie antique, de souche italique, installé en Campanie. Ils appartenaient très probablement à la première vague de peuplement italique, comme les Latins et comme leurs voisins les Ausones. Ils furent remplacés par les Samnites, qui appartenaient à la deuxième vague.
C'est pour fuir les Opiques que les Sicules seraient passés d'Italie en Sicile.

## Opiques et Ausones
Strabon indique que, selon Antiochos de Syracuse, les Opiques et les Ausones étaient un seul et même peuple et avaient été les premiers occupants de la Campanie, mais que, pour Polybe, il s'agissait de deux peuples distincts ; d'autres auteurs font des Ausones les successeurs des Opiques dans cette région.

## Opiques et Osques
Le nom des Opiques et celui des Osques sont construits sur la même base et ne diffèrent que par le suffixe. Cela ne signifie pas nécessairement qu'il s'agit du même peuple, car les Osques, venus plus tard (ils sont porteurs d'une langue osco-ombrienne), ont très bien pu, en se fondant dans la population antérieure, lui emprunter leur nom.

## L'image des Opiques
De l'idée que les Opiques étaient un peuple très ancien, on est passé à celle d'un peuple primitif, grossier. L'adjectif correspondant a fini par signifier « grossier, barbare, inculte » en grec comme en latin. Strabon, dans le passage où il raconte comment les futurs Samnites ont conquis le pays des Opiques, déclare que ces derniers vivaient « par bourgades »  ; Dominique Briquel explique que cela signifie qu'ils en étaient restés à un stade pré-urbain et ne connaissaient pas l'organisation en cités, marque de civilisation aux yeux des Grecs.